# ますだおかだのオールナイトニッポン
ますだおかだのオールナイトニッポンはニッポン放送で放送されていたラジオ番組。深夜放送オールナイトニッポンの金曜日1部だった。

## 概要
パーソナリティ
ますだおかだ（増田英彦・岡田圭右）
放送時間
2006年4月14日 - 2007年3月30日
毎週金曜日深夜25:00～27:00（JST土曜日未明、ニッポン放送をキーステーションに全国36局ネット）
内容
番組コンセプトは「ちょい古ラジオ」タイトルコールは25:00の時報直後。「ますだおかだのオールナイトニッ」を増田が、「ポン」を岡田が担当する。エンディングテーマは主に渡辺美里の「My Revolution」を使用。番組終了時（一部地方局除く、午前2:59:50ごろ）には、「ますだおかだのオールナイトニッポン」と掛け声が入る。「ますだおかだの」は増田が、「オールナイトニッポン」はますだおかだの両名が担当する。
増田単独で出演していた「知ってる?24時。」や、岡田単独で出演していた「目から!ウロコ24」ではなく、ますだおかだがオールナイトニッポン担当直前の2006年3月までMBSラジオで放送されていた番組「どーだ!ますだおかだ」のカラーを引き継ぐ内容になっている。なお「知ってる?24時」は当番組開始時に終了となったが、「目からウロコ!24」は開始後も続投となった。最終回後、ますだおかだはニッポン放送で「ますおかちゃんねる」に出演。
番組開始までの歴史
「知ってる?24時。」にて増田談。ますだおかだは過去4度オールナイトニッポンの特番を経験しており、その際にはメール・FAXが殺到し回線がパンクする事態となった。担当プロデューサーには「いいね!ますだおかだ」と言われたが、プロデューサーがなぜか毎回のように人事異動となってしまい、レギュラーを逃していた。詳細はますだおかだ#来歴を参照のこと。
「知ってる?24時。」や「目からウロコ!24」の前任者くりぃむしちゅーは、オールナイトニッポンの特番を担当後にレギュラーに昇格しており、ますだおかだも同様に金曜日のレギュラーとなった。
過去に担当したオールナイトニッポン
- 1994年4月8日（金曜日2部）
- 1998年（オールナイトニッポンR スペシャルナイト水曜日）
- 2002年9月9日（@llnightnippon.com月曜日）
- 2003年2月25日（@llnightnippon.com火曜日）

## コーナー

### 番組最終回時
ほめてやる!!のコーナー
芸能人などを上からの目線でほめるコーナー。「どーだ!ますだおかだ」の「談志のコーナー」を名前を替え続投させたもの。番組第1回からのコーナー。本コーナー部分のみニッポン放送 ポッドキャスティングステーションで2006年5月から配信されていた。配信開始後より、増田は略語「ほめこのコーナー」と呼称する。その後MBSラジオで復活した「どーだ!ますだおかだ」にて「談志のコーナー」と名前を戻して復活している。得点制（岡田が採点）を採用。
- ホームラン:4点、スリーベース:3点、ツーベース:2点、ヒット（ネタ採用）:1点
- アウト:－1点、ダブルプレー:－2点、トリプルプレー:－3点、ガッカリプレー:－4点
- 退場:1週間の休みと反省文の提出（「退状」というグッズがもらえたらしい）
- ボール:0点、フォアボール:1点、デッドボール:1点（後に廃止）

岡ちゃんのドーンとやってみよう!
「欽ちゃんのドンとやってみよう!」の「良い子悪い子普通の子」のパロディで、増田の子と岡田の子の特徴を比較するコーナー。増田の子は賢い子で岡田の子はイタい子という設定である。増田が面白いと判断した作品は、「バカうけ作品」に認定される。2006年10月からは、岡田の子以上にイタいサトエリの子やその他の有名人の子も登場し、3段オチのコーナーとなる。得点制（増田が採点）を採用。
- 採用ネタ:1点、バカウケネタ:4点

番組最終回後は、ますだおかだが出演の「ぷらっと☆ホーム」水曜日（MBSラジオ）へ、「岡ドンの良い子悪い子変わった子」と改名し受け継がれた。
ますおかスポーツ 新聞早読みチェック
基本的には2時頃に開始。ニッポン放送に届いた、刷り上ったばかりのデイリースポーツの朝刊の内容を紹介するコーナー。番組第1回からのコーナー。タイトルコール時には阪神タイガースの歌のジングルが流れる。増田が見出しを1面から順にヘッドライン形式で読み上げ、2人が気になった記事を取り上げる。
ギャグ通販!ジャパネットおかだ
「笑いの金メダル」で見られるくりぃむしちゅー有田からの無茶振り対策として、岡田がリスナーから募集したギャグを自腹で購入する。岡田が支払った代金は、リスナーに何かをプレゼントするのに使われる。このコーナーのみ岡田が単独で進行する。番組第1回からのコーナー。タイトルの元ネタはジャパネットたかた。後に独立した単独コーナーから、CM明けのクッションコーナーに変更となった。
ギャグ・ネタ通販!芸能人バージョン
芸能人の新しいギャグを募るコーナー。
募集した芸能人
- ガッツ石松（募集のみ）
- ザ・たっち
- 彦摩呂

岡田は怖い・増田はエロい
岡田が起こした出来事やハプニングなどをリスナーから募集し、増田が「リスナーに謝れ!!」と迫って岡田に謝らせるコーナー。「どーだ!ますだおかだ」の「岡田建築士の証人喚問のコーナー」を改名し復活させたもの。2006年10月6日開始。後に増田のセクハラ行動も募集する「増田はエロい」へも派生した。
HEY! 女子更衣室
番組冒頭で男性リスナーから寄せられた女性に対する質問を発表し、女性リスナーからの回答をメールやFAXで募集するコーナー。2006年12月29日には、プロレスラーの中西学が女子リスナーからの質問に答える「HEY! 男子更衣室」、2007年2月23日には、石原真理子が男性リスナーからの質問に答える「HEY! ふぞろいな更衣室」として行われた。
ミス“これから”
まだ知られていない可愛い女性をリスナーから募集し紹介するコーナー。増田の審査は厳しく採用されるのは2通程度である。
ミス“これから”会員（おニャン子クラブの会員番号制度をとっている）
1. 崎山一葉 （「クイズ!ヘキサゴンII」のアシスタント、2007年2月9日にはゲスト出演）
2. 専門学校の学生
3. 松田一沙（ソニー損保のCMに出演）
4. 鈴木奈穂子（NHKアナウンサー）
5. 黒川智花
6. 中田有紀（後に増田判断で除名）

松竹ばななの恋愛記念日
増田扮する松竹ばなな（吉本ばななの自称1番弟子）が「恋愛」をテーマとしたマジポエムを募る。岡田もリスナーと同様に作品を投稿しており、それが採用されることもある。このコーナーのみ増田が単独で進行する。番組第1回からのコーナー。ポエム読みは番組で募集した女性リスナーが担当する。2006年9月～11月のみプロの声優が担当した。
- 井ノ上奈々（2006年9月）
- 山口繭（2006年10月）
- 板東愛（2006年11月）

得点制（増田が採点）を採用。
- 松:3点、竹:2点、ばなな:1点

コーナー最後には増田選曲のちょい古ソング（いわゆる懐メロ）がかかる。

### 終了したコーナー
平成のうなずきトリオを作れ!
かつて一世を風靡したうなずきトリオの平成版を作るコーナー。メンバーは岡田・ドランクドラゴンの鈴木拓・DonDokoDonの平畠啓史。作詞は増田が担当。番組第1回からのコーナー。2006年9月22日からは、平成版うなずきトリオの歌う「うなずきマーチ」が番組内で流れていた。プロデューサーの大瀧詠一にCD化許可を依頼するが、2006年12月までに返答が無いため、2007年1月5日企画終了を発表。
タクシーさんいらしゃい
岡田もしくは増田とマネージャーの帰宅用タクシーを番組内で募集するコーナー。複数台集まったときには抽選やゲームで選ぶ。番組第1回からのコーナー。2006年9月29日、タクシーが1台も来なかったため、番組ディレクターとの約束で終了となった。
ジーコ岡田の柳沢、玉田、巻!のコーナー
2006 FIFAワールドカップのサッカー日本代表メンバー発表会見の際に、ジーコ監督が「柳沢、玉田、巻!」と発言した際に会場がざわめいたのが元ネタ。世間を騒がすようなコメントを三段オチ（最後の「巻」の部分を変えるのが原則だったが、まれに全部違う三段オチのネタもあった）で募集するコーナー。2006年6月2日開始で、ワールドカップ開催期間中のみの限定コーナー。
チャッキョdeオナ中
電話で女性リスナーから出題される若者言葉の意味を当てるコーナー。コーナータイトルのチャッキョは「着信拒否」、オナ中は「同じ中学」の意味。番組第1回からのコーナー。

## ノベルティーグッズ
ますおか千社札
採用されれば必ずもらえる。
ちょい古帽子
各コーナーの月間チャンピオンに選ばれるとプレゼントされる。
ボロボロの帽子
ほめてやる!!のコーナーでDVP（ダメVP）に選ばれるとプレゼントされた。

## スペシャルウィーク
- 平成のうなずきトリオ祭り（2006年6月18日）
- 歌は増田を救う!24分ラジオ（2006年8月25日）
- RAG FAIR先生のナマうた歌唱指導SP！（2006年10月20日）

## スタッフ
- ディレクター:松岡（初代）→柿崎（2代目、2006年6月以降）
- アシスタントディレクター:生江龍太郎
- ミキサー:林

## ゲスト一覧
2006年
- 佐々木蔵之介
- 平畠啓史（DonDokoDon）
- ビートきよし
- 安田大サーカス
- 土屋礼央（RAG FAIR）
- ザ・たっち
- 彦摩呂
- 中西学（新日本プロレス）

2007年
- 崎山一葉
- 石原真理子
- 香田晋（最終回で増田が作詞作曲した「淡路島」をプレゼンした。後に増田本人が増田政夫として歌うことになった）

## 特別番組
- ゲゲゲの鬼太郎（ゲゲゲの鬼太郎のオールナイトニッポン、2006年8月11日）
- スキマスイッチ（スキマスイッチのオールナイトニッポン、2006年12月1日）
- 中島みゆき（中島みゆきのオールナイトニッポン、2006年12月15日）
- 東国原英夫（～日本をどげんかせんといかん!～東国原英夫のオールナイトニッポン、2007年3月9日）　など